# Hungaroring
Hungaroring és un circuit de curses situat a Mogyoród, al comtat de Pest (Hongria), que es va construir per tal d'acollir el Gran Premi d'Hongria de Fórmula 1 a partir de 1986. Al seu moment va representar un èxit polític i simbòlic important perquè va permetre que la Fórmula 1 entrés als països del Bloc de l'Est.
Arran de l'èxit de les competicions d'automobilisme, en aquest circuit també se n'hi han disputat diverses de motociclisme puntuables per a campionats del món, entre elles la Fórmula TT (precursora de la classe Superbike), que s'hi va córrer el 1987, el Campionat del Món de Superbike, que s'hi va disputar tres vegades (1988-1990) i dues edicions del Gran Premi d'Hongria de motociclisme (1990 i 1992).

## Característiques

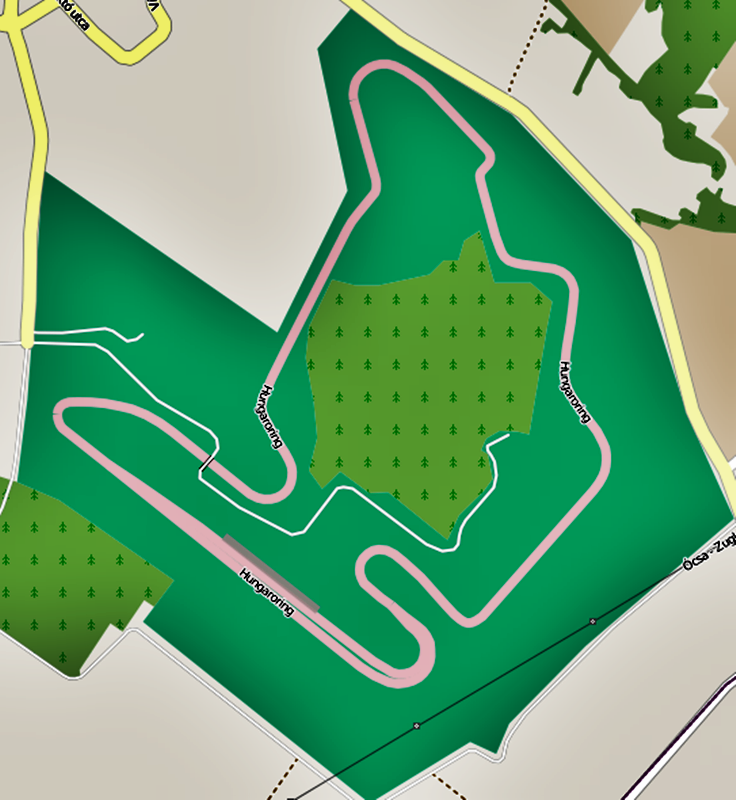
Mapa de situació del circuit

El circuit es troba en un terreny polsegós i es fa servir molt poques vegades tret de la cursa anual de Fórmula 1, que tradicionalment té lloc al juliol. Per aquest motiu els cotxes quasi sempre troben una pista molt "bruta" i difícil d'aprofitar fora de les trajectòries preestablertes. Si un cotxe se surt d'aquestes trajectòries acostuma a aportar brutícia addicional a la pista.
A causa d'això i del disseny tortuós, Hungaroring és un circuit on els avançaments són molt difícils. La celebració del Gran Premi en ple estiu afavoreix l'assistència del públic però no l'espectacle, ja que gairebé sempre hi fa una calor sufocant. Les úniques excepcions des del 1986 fins a l'actualitat van ser les edicions del 2006, 2011, 2014, 2020 i 2021, caracteritzades per un temps incert, amb pluges en alguns moments i condicions variables a la pista.

## Traçat

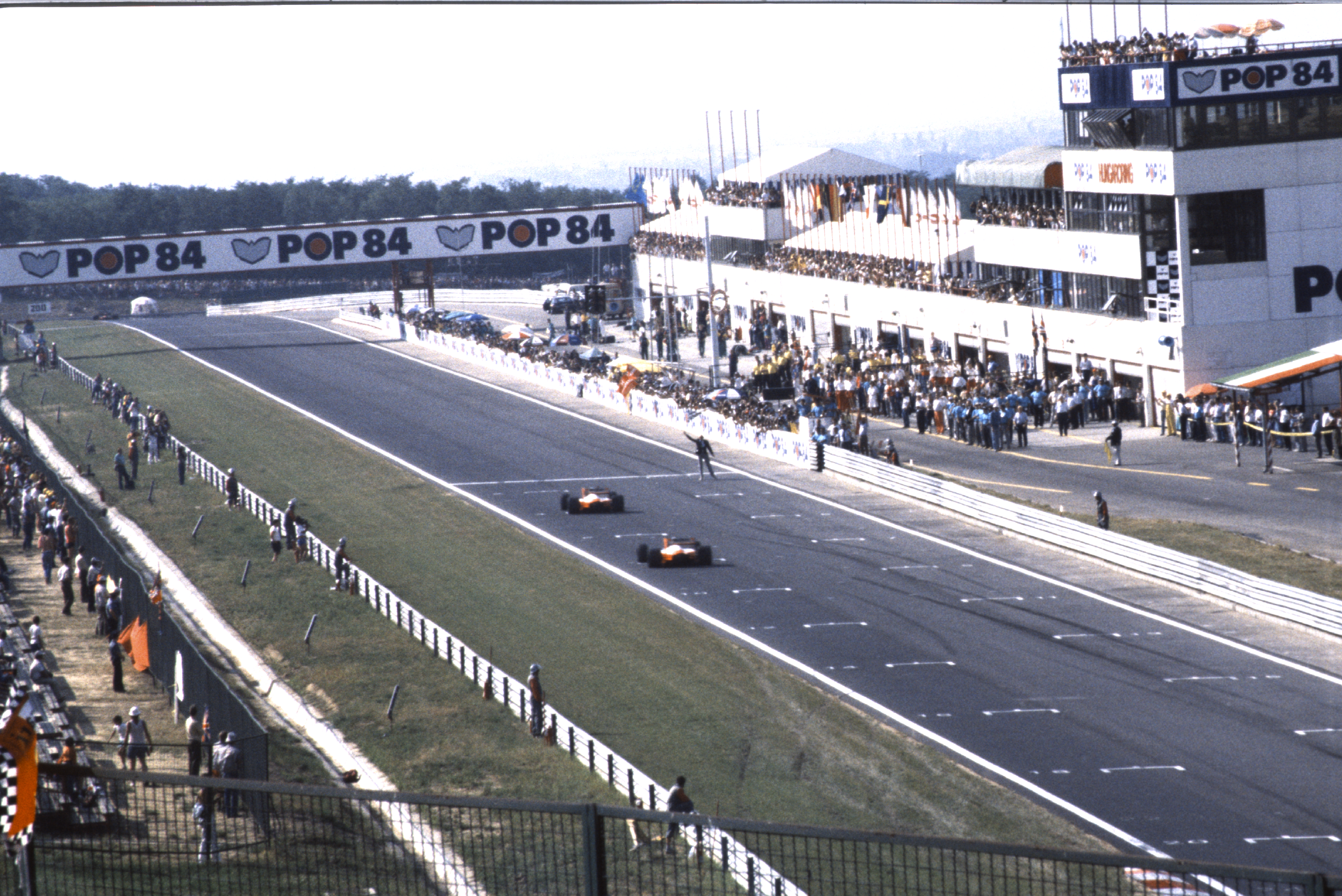
La graella de sortida al GP de 1988

Originàriament, la pista tenia una forma encara més tortuosa que l'actual: l'antic revolt 3 no portava directament a la curta recta que ara porta al revolt 4, sinó que era gairebé una forquilla connectada amb una altra xicana lenta. El 1989 es va eliminar aquesta xicana, allargant el tram recte esmentat per tal de connectar-lo amb el revolt 4 i reduint així la longitud de la via.
A partir de l'edició del 2003 s'introduïren alguns canvis al circuit, en particular un allargament de la recta principal amb un perfil més estret que el primer revolt, i una modificació del penúltim revolt (l'actual revolt 12) que ha determinat l'avançament de la frenada. Aquestes innovacions es dissenyaren amb l'objectiu de crear situacions favorables als avançaments.
El rècord oficial del circuit -en cursa- el va marcar Lewis Hamilton al Gran Premi del 2020, amb un temps de 1'16"627; Hamilton va establir també el rècord absolut del circuit durant la classificació de la mateixa edició, amb 1'13"447.

### Configuracions de la pista

La configuració de 4.014 m emprada de 1986 a 1988
La configuració de 3.975 m emprada de 1989 a 2002
La configuració de 4.381 m emprada a partir del 2003

## Guanyadors del GP d'Hongria de F1
| Any  | Pilot              | Equip    |
| ---- | ------------------ | -------- |
| 1986 | Nelson Piquet      | Williams |
| 1987 | Nelson Piquet      | Williams |
| 1988 | Ayrton Senna       | McLaren  |
| 1989 | Nigel Mansell      | Ferrari  |
| 1990 | Thierry Boutsen    | Williams |
| 1991 | Ayrton Senna       | McLaren  |
| 1992 | Ayrton Senna       | McLaren  |
| 1993 | Damon Hill         | Williams |
| 1994 | Michael Schumacher | Benetton |
| 1995 | Damon Hill         | Williams |
| 1996 | Jacques Villeneuve | Williams |
| 1997 | Jacques Villeneuve | Williams |
| 1998 | Michael Schumacher | Ferrari  |
| 1999 | Mika Häkkinen      | McLaren  |
| 2000 | Mika Häkkinen      | McLaren  |
| 2001 | Michael Schumacher | Ferrari  |
| 2002 | Rubens Barrichello | Ferrari  |
| 2003 | Fernando Alonso    | Renault  |
| 2004 | Michael Schumacher | Ferrari  |
| 2005 | Kimi Räikkönen     | McLaren  |
| 2006 | Jenson Button      | Honda    |
| 2007 | Lewis Hamilton     | McLaren  |
| 2008 | Heikki Kovalainen  | McLaren  |
| 2009 | Lewis Hamilton     | McLaren  |
| 2010 | Mark Webber        | Red Bull |
| 2011 | Jenson Button      | McLaren  |
| 2012 | Lewis Hamilton     | McLaren  |
| 2013 | Lewis Hamilton     | Mercedes |
| 2014 | Daniel Ricciardo   | Red Bull |
| 2015 | Sebastian Vettel   | Ferrari  |
| 2016 | Lewis Hamilton     | Mercedes |
| 2017 | Sebastian Vettel   | Ferrari  |
| 2018 | Lewis Hamilton     | Mercedes |
| 2019 | Lewis Hamilton     | Mercedes |
| 2020 | Lewis Hamilton     | Mercedes |
| 2021 | Esteban Ocon       | Alpine   |
| 2022 | Max Verstappen     | Red Bull |
| 2023 | Max Verstappen     | Red Bull |
| 2024 | Oscar Piastri      | McLaren  |